# Nicetas Doumen
Frater Maria Nicetas Doumen CMM (geboren: Jozef Theodoor Doumen) (Rotem, 6 november 1876 – Zonhoven, 17 maart 1955) was een Belgisch-Nederlandse geestelijke, onderwijzer, kinderboekenschrijver en tekstdichter.
Doumen ontwikkelde samen met frater Joseph Reijnders de leesmethode Ik lees al (1909-1910) en hij was de tekstdichter van het kinderliedje 'Hannes loopt op klompen' (ca. 1907).

## Leven en werk
Nicetas Doumen trad in 1894 in bij de Fraters van Tilburg. Hij werkte als onderwijzer op de lagere school in Tilburg, Boxtel, Goirle, Den Bosch en Zonhoven.
Hij bracht zijn kinderboeken uit onder de naam N. Doumen. Hij schreef tevens twee reeksen kinderboeken tezamen met Jos.M. Reynders. Alle boeken van zijn hand werden uitgegeven door de Drukkerij van het R.K. Jongensweeshuis (onder meer in de Klasbibliotheek-serie en de Roomsche Reeks).
In 1905 gaf de Drukkerij van het Jongensweeshuis een nieuwe leesmethode uit, van frater Euthymius Bekker. Deze bestond uit het 'leesplankje van Becker', een leesbord en de reeks Boschbloempjes. Hierop bouwden Reynders en Doumen voort met hun leesmethode Ik lees al (10 deeltjes, 1909-1910).
Doumen was tevens de tekstdichter van 'Hannes loopt op klompen' (ook bekend onder de titel Koppig), dat Reynders had opgenomen in zijn boek Omhoog; leesboek voor de katholieke scholen (ca. 1907). Het verscheen daarna, met muziek van Philip Loots, als kinderliedje in Levensmorgen; kinderliederen met piano-begeleiding (2e bundel, 1908). Het liedje werd vervolgens opgenomen in de liedbundel Kun je nog zingen, zing dan mee. Door de populariteit en lange drukgeschiedenis van dit liedboek (41e druk in 1986) werd het liedje daardoor decennialang in ruime kring verspreid.
Hierna werden twee van zijn liedjes eveneens opgenomen in het kinderliedboek Kun je nog zingen, zing dan mee! Voor jonge kinderen (1912). Dit waren -opnieuw- 'Hannes loopt op klompen' en een liedje over een bijtje, 'Van zoeme, zoeme, zom zom zom'.

## Uitgaven (selectie)
- Jongens van sta-vast (ca. 1925)
- Wondere wegen (1927)
- Bij de Zandmannetjes (ca. 1932)
- De ongeluksauto (ca. 1939)
- Hans Kiekeboe (ca. 1940)

Met Jos. M. Reynders
- Ik lees al, leesmethode, 10 dln. (1909-1910)
- Handleiding voor het aanvankelijk leesonderwijs en toelichting bij "Ik Lees al" (1910)
- Vrolijk volkje, 13 delen (va. ca. 1912)
- Mijn Platenboek (1914)